# スホ
スホ（朝: 수호、英: Suho、1991年5月22日 - ）は、韓国の歌手、俳優。SMエンタテインメント（以下SM）に所属する男性アイドルグループEXOならびにEXO-Kのリーダーである。ポジションはリードボーカル。作詞活動の時はSH2Oという名前を使用。俳優業では本名のキム・ジュンミョン（朝: 김준면、漢：金俊勉、英: Kim Jun-myeon）名義でも活動している。ソウル特別市出身。血液型はAB型。仏教徒。
朝鮮語でスホは守護に該当することから芸名には「EXOを守護する」という意味がある。架空設定能力は水 （water）。背番号の1は、リーダーであることとEXOのスローガン「We are one」にちなんでおり、2013年『Growl』活動期半ばまで7を使用していたが、当時背番号77だったルハンがサッカーのクリスティアーノ・ロナウド選手の大ファンだったため、ロナウド選手と同じ背番号の7を譲り1に変えた。

## 生い立ち
父は成均館大学卒業後順天郷大学校で後学を養成しているキム・ヨンハ教授、母は教師。4歳上の兄がおり、2人兄弟の次男として生まれる。韓国の早期就学制度により小学校に1年早く入学しているため、1990年生まれのシウミンとは同学年にあたる。小学校のときにクラスの班長を数回と生徒会副会長を、中学校では生徒会長を務めた。韓国内でも名門校の集まる最高の学群として知られていた江南8学群にある私立男子校、徽文（フィムン）中学校で成績が全校中16位の優等生だった。中学時代はジムに通いながらゴルフを6ヶ月ほど習い、発明品腕自慢大会での受賞や教科優秀賞を受けた。2006年SMキャスティングシステム合格。SMの練習生になってからも練習と学業とを並行させ、高校では全校50位内の成績を保っていた。
2009年韓国芸術総合学校演劇院演技科入学、2012年慶煕サイバー大学 文化芸術経営学科編入。

## 来歴

### デビュー前
歌手という職業に特に関心がなかったが、中学2年生のときに偶然SM関係者の目に留まりオーディションを受けるよう勧められ進路に悩んでいたところ、男性バラード歌手ナ・ユングォンの持ち歌『後ろ姿』を作詞作曲したシンガーソングライターのユン・ジョンシンに会い、「本当にやりたければ挑戦してみろ」とのアドバイスを受け、2006年に最初で最後の挑戦のつもりで受けたSMのオーディションで『後ろ姿』を歌い合格した。
中学3年生だった15歳の頃から練習生生活を開始した。練習生ではあったが役者になりたいという夢も抱いていたため、入試倍率が61分の1である4年制国立大学の韓国芸術総合学校演劇院演技科を受験し合格、2009年に入学した。入学試験では『ロミオとジュリエット』を演技した。練習生時代はルームメイトのSHINeeミンホと一緒に中国留学を経験、お手本としていたのはSUPER JUNIORのキュヒョンだった。19歳のときに足を負傷。練習生期間は7年でEXOのメンバー中最も長かった。

### 2012年 - 2014年：初期のキャリア

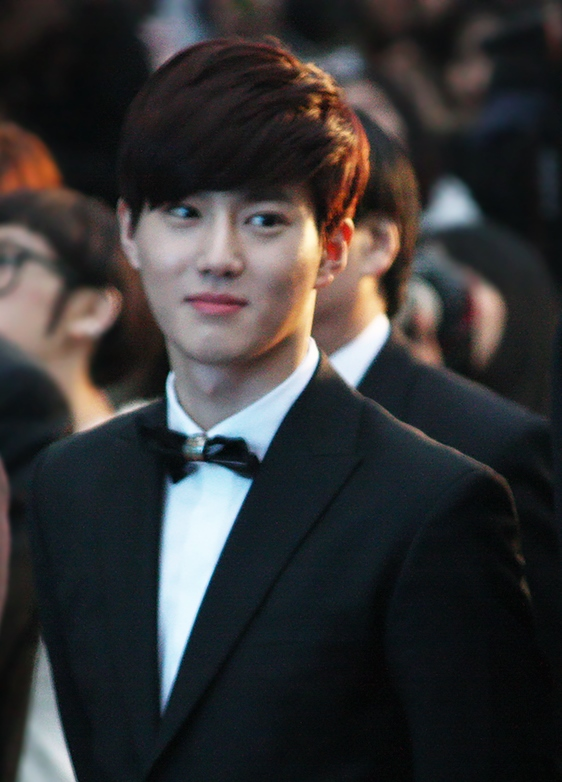
Hallyu Star Street（2014年）

2012年2月15日公開の予告映像を通じてメンバー中10番目に初披露された。2012年4月8日、EXO-Kのメンバーとして韓国で正式デビューした。
2013年、アニメーション映画『Saving Santa』で主人公バーナードの韓国版吹き替えを担当。共演のApinkチョン・ウンジとともに劇中歌にも挑戦した。
2014年、KBS2ドラマ『総理と私』にカメオ出演し演技に初挑戦。2月から12月まで、音楽番組『SBS人気歌謡』のMCを担当。同年、SMTOWN LIVEソウル公演でチャンミン、キュヒョン、ミンホと一緒に女装姿でBoy's Dayを組み、Girl's Dayの『Something』ステージを披露した。

### 2015年 - 2019年：演技のキャリア

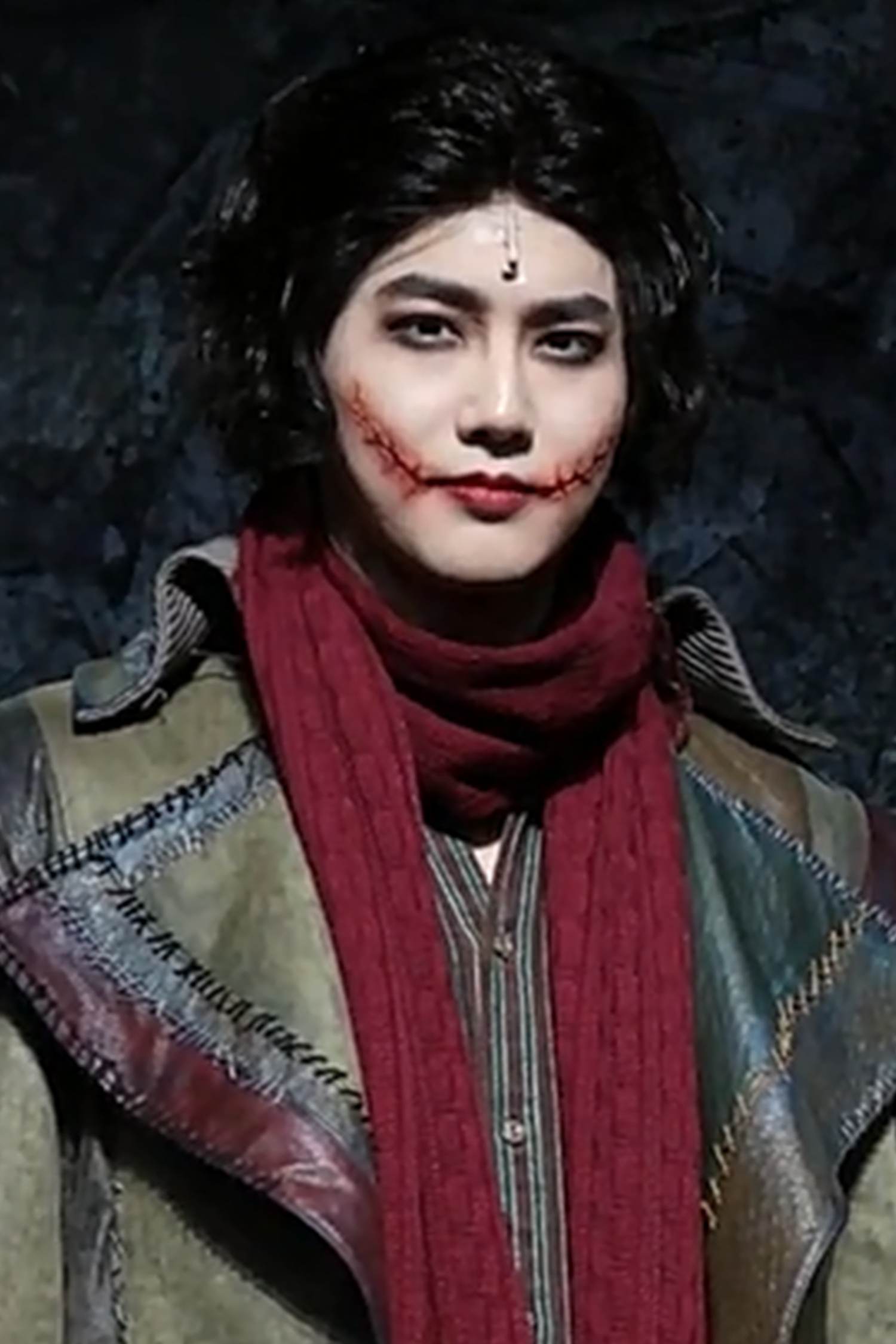
ミュージカル『笑う男』（2018年）

2015年、映画初出演となった『グローリーデイ』でジス、リュ・ジュンヨル、キム・ヒチャンら同世代の俳優とともに主演を務め、第20回釜山国際映画祭に公式出品される。2016年3月に一般公開され、公開第1週で韓国映画興行ランキング1位を獲得。
2016年1月、SM所属のアーティストによるホログラムミュージカル『School OZ』にハンス役で出演。
6月10日、テレビ番組『デュエット歌謡祭』に初出演、デビュー以来初のメンバー抜きでのソロステージで一般人女性イ・セリンと一緒にキム・ヒョンチョルの曲『What's Wrong』を歌い、かつてSMのオーディションで歌い合格した『後ろ姿』の男性バラード歌手ナ・ユングォンと対戦した。
2017年1月、MBCとNAVERのコラボドラマ「三色のファンタジー」の第一弾『宇宙の星が』で主演を務める。ドラマOSTとして「昼に出る星」を歌い、ミュージックビデオも公開された。同年12月からミュージカル『The Last Kiss』で主演を務め、皇太子ルドルフ役を演じた。
2018年5月、日本のドラマ「リッチマン、プアウーマン」のリメイク版『リッチマン』に主演。失顔症を抱えるIT企業社長イ・ユチャンを演じた。
7月から10月にかけて、ミュージカル『笑う男』で、裂けた口の傷により悲劇の運命をたどる主人公グウィンプレン役を演じる。2018 STAGE TALK AUDIENCE CHOICE AWARDSで最優秀男性新人ミュージカル俳優賞、第7回イェグリーンミュージカルアワードで人気賞を受賞した。
2019年8月9日、映画『飛べない鳥と優しいキツネ（原題：女子中学生A）』で今年の発見賞を受賞。10月、ホ・ジノ監督の短編映画『贈り物』に出演。
同年、第4回マカオ国際映画祭の広報大使に任命され、広報大使として第24回釜山国際映画祭のレッドカーペットにも登場した。

### 2020年 - ：ソロデビュー・兵役
2020年1月、2018年に上演されたミュージカル『笑う男』が再演。
3月には初のソロアルバム『Self-Portrait』をリリースし、ソロデビュー。iTunesトップアルバムチャートでは世界53の地域で1位を記録し、タイトル曲「Let's Love」は音源チャートや音楽番組で1位を記録した。
5月14日に入隊し、4週間の基礎軍事訓練後に社会服務要員として代替服務に就いた。2022年2月13日、代替服務を終えて召集解除となった。
同年4月に2ndソロアルバム『Grey Suit』をリリースし除隊後初のカムバックとなった。10月1日、初の日本ソロライブである『SUHO Japan Special Live 2022』を開催した。

## 人物
模範的で礼儀正しく気の利く性格、座右の銘は「汝自身を知れ」。ジュンミョンという本名には「まめに努力して大きな将軍になりなさい」という意味が込められており、俳優活動では本名の「キム・ジュンミョン」を使っている。
英語と中国語を流暢に話せる。趣味はサイクリング、ゴルフ。特技は演技。
愛し合おうという意味のEXOのスローガン「サランハジャ」を提案した。グループの団結力を生み出すため毎週土曜に家族会議を開いていた。リーダーを務めるにあたり、同じ事務所の先輩である東方神起のユンホやSUPER JUNIORのイトゥクなどからアドバイスを受けていた。
両親ともに教育者という家系で育ち、テレビ番組『名簿公開2015』ではスホの家が芸能界の金のスプーン家4位に選ばれた。EXOのメンバーからは、SUPER JUNIORのシウォン並に金持ちのオムチナ（勉強ができて性格も良い完璧な息子の意）と言われている。シウォンとは、実家である江南区の狎鴎亭洞のマンション居住時に隣人だった。頭脳派バラエティ番組『脳セク時代 問題の男』に出演した際にはIQ上位1%だけが解ける問題を20秒で解いた。

### 交友
東方神起のチャンミン、SHINeeミンホ、SUPER JUNIORのキュヒョン、INFINITEソンギュと仲が良い。韓国芸術総合学校演劇科時代の同期に俳優ピョン・ヨハン、俳優キム・ジョンヒョン、女優イム・ジヨンがおり、女優キム・ゴウンは演劇科の後輩にあたる。2016年6月4日にはキム・ジョンヒョン主演の独立映画『超人』上映会の後援を務めた。俳優の友人にリュ・ジュンヨル、キム・ヒチャンがいる。元KBSアナウンサーのタレント、チョン・ヒョンムとも親交がある。1990年生まれの男性歌手エディ・キムは中学時代の同級生で、隣の中学校に通っていた友人である。

## 慈善活動
2016年、ユニセフとルイ・ヴィトンとJ CONTENTREEマガジンによる社会貢献キャンペーン「Make a Promise」にSHINeeのキー、テミン、SUPER JUNIORのイェソンとともに参加し、COSMOPOLITAN2月号の表紙を飾った。2019年、国連児童権利条約30周年を迎え、ユニセフを通じてSM所属アーティストによる記念曲「This is your day」に参加。収益はベトナムの子どもたちの音楽教育のために寄付された。
2020年、新型コロナウイルス感染症の拡大防止と被害支援のために「愛の実」社会福祉共同募金会に5000万ウォンを寄付した。2013年から「愛の実」を通じて寄付を行っており、2020年時点で寄付金額は1億1400万ウォンに達している。

## 作品

### ミニアルバム
| No. | タイトル                                   | 収録曲                                                                                   |
| --- | ------------------------------------------ | ---------------------------------------------------------------------------------------- |
| 1st | 「Self-Portrait(自画像)」（2020年3月30日） | 1.02 2.Let's Love 3.Made In You 4.Starry Night 5.Self-Portait 6.For You Now(feat.ユンハ) |
| 2nd | 「Grey Suit」（2022年4月4日）              | 1.Morning Star 2.Grey Suit 3.Hurdle 4.Decanting 5.Bear Hug 6.Moment                      |

### ソロ楽曲
| 公開日       | 曲名    | 収録アルバム         | 参考          |
| ------------ | ------- | -------------------- | ------------- |
| 2017年2月3日 | Curtain | S.M. STATION Season1 | [ 86 ] [ 87 ] |

### OST
| 公開日                                                            | 曲名             | アーティスト          | 参考   |
| ----------------------------------------------------------------- | ---------------- | --------------------- | ------ |
| Saving Santa（2013年12月3日）                                     | Saving Santa OST | スホ with Apinkウンジ |        |
| MBC《三色のファンタジー 宇宙の星が》O.S.T Part.1（2017年2月10日） | 昼に出る星       | スホ feat. レミ       | [ 88 ] |
| Seezn《How are you Bread》O.S.T Part.1（2020年2月1日）            | SEDANSOGU        |                       | [ 89 ] |
| KBS2《真剣勝負》O.S.T Part.4（2022年10月27日）                    | Call me a freak  |                       | [ 90 ] |

### DVD
| 発売日       | タイトル       | 規格 |
| ------------ | -------------- | ---- |
| 2017年3月3日 | グローリーデイ | DVD  |

### 楽曲
| 公開日         | 曲名               | アーティスト                            | 収録アルバム         |
| -------------- | ------------------ | --------------------------------------- | -------------------- |
| 2016年6月29日  | My Hero            | スホ×イトゥク×Kassy×チョ・ヨンス        | S.M. STATION Season1 |
| 2022年10月23日 | Turn Off The Alarm | スホ×スパシット・ジョンチーウィーワット | [ 93 ]               |

## 出演

### ドラマ
| 年度 | 題名                         | 放送局  | 役名           | 参考                   |
| ---- | ---------------------------- | ------- | -------------- | ---------------------- |
| 2014 | 総理と私                     | KBS 2TV | ハン・テウン役 | [ 94 ] [ 95 ] [ 96 ]   |
| 2017 | 三色のファンタジー宇宙の星が | MBC     | ウジュ役       | [ 97 ] [ 98 ]          |
| 2018 | リッチマン                   | MBN     | イ・ユチャン役 | [ 99 ] [ 100 ] [ 101 ] |
| 2020 | How are you Bread            | Seezn   | ハン・ドウ役   | [ 102 ] [ 103 ]        |
| 2023 | ヒップタッチの女王           | JTBC    | キム・ソヌ役   | [ 104 ]                |
| 2024 | 世子が消えた                 | MBN     | イ・ゴン役     | [ 105 ]                |

### 映画
| 年度 | 題名                                          | 役名         | 参考            |
| ---- | --------------------------------------------- | ------------ | --------------- |
| 2013 | Saving Santa                                  | バーナード役 | [ 106 ]         |
| 2016 | グローリーデイ                                | サンウ役     | [ 107 ] [ 108 ] |
| 2018 | 飛べない鳥と優しいキツネ（原題：女子中学生A） | ジェヒ 役    | [ 109 ] [ 110 ] |
| 2019 | 贈り物                                        | ハヌル 役    | [ 111 ] [ 112 ] |

### バラエティ
| 年度 | 放送局   | 番組名                             | 役割       | 備考                | 参考            |
| ---- | -------- | ---------------------------------- | ---------- | ------------------- | --------------- |
| 2013 | MBC      | 世界を変えるクイズ～セバキ～       | ゲスト     | with ベクヒョン     | [ 113 ]         |
| 2013 | MBC      | 私たち結婚しました                 | ゲスト     | テミン&ナウン編     | [ 114 ]         |
| 2013 | SBS      | 良い朝                             | ゲスト     |                     | [ 115 ]         |
| 2014 | SBS      | ルームメイト                       | レギュラー |                     | [ 116 ]         |
| 2014 | Olive TV | ZE:Aグァンヒの愛情レシピ           | ゲスト     |                     | [ 117 ]         |
| 2015 | EBS      | School Land－Teen Teenインタビュー | ゲスト     |                     | [ 118 ]         |
| 2015 | KBS2     | 朝のニュースタイム                 | ゲスト     | with ドキドキインド | [ 119 ]         |
| 2015 | KBS2     | ドキドキインド                     | レギュラー |                     | [ 120 ]         |
| 2015 | KBS2     | 芸能街中継                         | ゲスト     | with ドキドキインド | [ 121 ]         |
| 2015 | tvN      | 脳セク時代                         | ゲスト     |                     | [ 122 ] [ 123 ] |
| 2015 | SBS      | スターキング                       | ゲスト     |                     | [ 124 ]         |
| 2015 | JTBC     | HIDDEN SINGER4                     | ゲスト     | 第1回BOA編          | [ 125 ]         |
| 2016 | KBS2     | 芸能街中継                         | ゲスト     |                     | [ 126 ]         |
| 2016 | OnStyle  | 寄付ティーク                       | ゲスト     | 第1話               | [ 127 ]         |
| 2017 | MBC      | セクションTV芸能通信               | ゲスト     |                     | [ 128 ]         |
| 2017 | JTBC     | 一食ください                       | ゲスト     | 第39話              | [ 129 ]         |
| 2017 | tvN      | 水曜美食会                         | ゲスト     |                     | [ 130 ]         |
| 2017 | KBS      | アンニョンハセヨ                   | ゲスト     |                     | [ 131 ] [ 132 ] |
| 2020 | tvN      | 驚きの土曜日                       | ゲスト     |                     | [ 133 ]         |
| 2020 | KBS2     | ユ・ヒヨルのスケッチブック         | ゲスト     |                     | [ 134 ]         |
| 2022 | tvN      | 驚きの土曜日                       | ゲスト     |                     | [ 135 ]         |
| 2022 | SBS      | ただ一度行くなら、オーストラリア   | メイン     |                     | [ 136 ]         |
| 2022 | JTBC     | HIDDEN SINGER7                     | パネラー   |                     | [ 137 ]         |

### MC
| 番組名                 | 放送局    | 放送日                 | 参考            |
| ---------------------- | --------- | ---------------------- | --------------- |
| SHOW CHAMPION          | MBC MUSIC | 2013年12月18日         | [ 138 ]         |
| SBS人気歌謡            | SBS       | 2014年2月16日-12月14日 | [ 139 ] [ 140 ] |
| SBS人気歌謡            | SBS       | 2015年4月12日          | [ 141 ]         |
| M COUNTDOWN            | Mnet      | 2015年6月4日           | [ 142 ]         |
| SBS人気歌謡            | SBS       | 2015年12月20日         | [ 143 ]         |
| SBS人気歌謡            | SBS       | 2016年6月12日          | [ 144 ]         |
| 2017 KCON              |           |                        |                 |
| MBC歌謡大祭典：The FAN | MBC       | 2017年12月31日         | [ 145 ]         |
| SBS人気歌謡            | SBS       | 2018年12月16日         | [ 146 ]         |

### ミュージカル
| 題名             | 上演期間                                             | 役名                                       | 備考                                                                    | 参考            |
| ---------------- | ---------------------------------------------------- | ------------------------------------------ | ----------------------------------------------------------------------- | --------------- |
| スクール・オズ   | 2015年1月14日～                                      | ハンス役                                   | ホログラムミュージカル                                                  | [ 147 ]         |
| ザ・ラスト・キス | 2017年12月14日～2018年3月1日                         | ルドルフ役                                 | KAIとチョン・ドンソクとVIXXレオとのクワトロキャスト                     | [ 148 ]         |
| 笑う男           | 2018年7月18日〜10月31日 2020年1月9日〜3月1日（再演） | グウィンプレン役                           | パク・ヒョシンとパク・ガンヒョンとのトリプルキャスト                    | [ 149 ] [ 150 ] |
| Mozart!          | 2023年6月15日〜8月22日                               | ヴォルフガング・アマデウス・モーツァルト役 | イ・ヘジュン、ユ・フェスン (N.Flying)、キム・ヒジェとのクワトロキャスト |                 |

### ラジオ
| 年度 | 放送局      | タイトル                             | 役割   | 参考            |
| ---- | ----------- | ------------------------------------ | ------ | --------------- |
| 2013 | MBC標準FM   | ユンナの星が輝く夜に                 | ゲスト | [ 151 ] [ 152 ] |
| 2014 | MBC標準FM   | ユンナの星が輝く夜に                 | ゲスト | [ 153 ]         |
| 2014 | MBC FM4U    | サニーのFMデート                     | ゲスト | [ 154 ]         |
| 2015 | MBC FM4U    | サニーのFMデート                     | ゲスト | [ 155 ]         |
| 2015 | KBSクールFM | ユ・インナのボリュームを上げて       | ゲスト | [ 156 ]         |
| 2015 | SBSパワーFM | キム・チャンリョルのオールドスクール | ゲスト | [ 157 ]         |
| 2015 | KBSクールFM | SUPER JUNIORのKISS THE RADIO         | 一日MC | [ 158 ]         |
| 2016 | SBSパワーFM | 2時脱出Cultwo Show                   | ゲスト | [ 159 ]         |
| 2018 | SBSパワーFM | チェ・ファジョンのパワータイム       | ゲスト | [ 160 ]         |
| 2018 | MBC標準FM   | アイドルラジオ                       | ゲスト | [ 161 ]         |
| 2019 | KBSクールFM | Apinkチョン・ウンジの歌謡広場        | ゲスト | [ 162 ]         |
| 2022 | KBSクールFM | パク・ミョンスのラジオショー         | ゲスト | [ 163 ]         |
| 2022 | SBSパワーFM | ウェンディのヤングストリート         | ゲスト | [ 164 ]         |
| 2022 | SBSパワーFM | チェ・ファジョンのパワータイム       | ゲスト | [ 165 ]         |

### ミュージックビデオ
| 公開日         | タイトル         | アーティスト      | 参考    |
| -------------- | ---------------- | ----------------- | ------- |
| 2014年10月31日 | Dear Mom         | god               |         |
| 2016年2月14日  | Crosswalk        | チョ・グォン      | [ 166 ] |
| 2017年10月25日 | ザ・ラスト・キス | スホ、KAI、レオ他 |         |

## ソロコンサート
| 年度 | 年度    | 公演名                       | 会場       | 参考    |
| ---- | ------- | ---------------------------- | ---------- | ------- |
| 2022 | 10月1日 | SUHO Japan Special Live 2022 | 東京体育館 | [ 167 ] |

## イベント・トークショー
| 年度 | 内容                         | 開催日   | 参考    |
| ---- | ---------------------------- | -------- | ------- |
| 2015 | SM文化講演会「THE MOMENT」   | 10月12日 | [ 168 ] |
| 2016 | 映画『シーソー』トークショー | 11月18日 | [ 169 ] |

### イベント
| 開催日 | 開催日     | 内容                                                               | 参考            |
| ------ | ---------- | ------------------------------------------------------------------ | --------------- |
| 2015   | 7月12日    | 日本SUMポップアップ・ストア                                        | [ 170 ]         |
| 2015   | 3月12日    | Kスターロード二次造成除幕式                                        | [ 171 ]         |
| 2015   | 10月1日4日 | 第20回釜山国際映画祭                                               | [ 172 ] [ 173 ] |
| 2017   | 3月16日    | 米国画家ジェシー・モクリン個展「XOXO」                             | [ 174 ]         |
| 2017   | 5月21日    | キム・ゴウンファンミーティング「ゴウン日 5番目の春、最初の出会い」 | [ 78 ]          |
| 2018   | 10月13日   | ピョン・ヨハンファンミーティング「HIDDEN TRACK」                   | [ 175 ]         |
| 2022   | 10月1日    | SUHO Japan Special Live 2022                                       | [ 176 ]         |
| 2023   | 1月1日     | SM Sustainability Forum                                            | [ 177 ]         |

## 雑誌
| 年度 | 月号  | 雑誌名        | 参考                    |
| ---- | ----- | ------------- | ----------------------- |
| 2014 | 4月号 | THE CELEBRITY | [ 178 ]                 |
| 2015 | 5月号 | @Star1        | [ 179 ] [ 180 ] [ 181 ] |
| 2016 | 2月号 | COSMOPOLITAN  | [ 182 ]                 |
| 2016 | 3月号 | VOGUE         | [ 183 ]                 |
| 2016 | 4月号 | CeCi          | [ 184 ]                 |
| 2016 | 9月号 | Esquire       | [ 185 ] [ 186 ]         |
| 2017 | 1月号 | @Star1        | [ 187 ] [ 188 ]         |
| 2017 | 3月号 | Allure Korea  | [ 189 ]                 |
| 2018 | 6月号 | @Star1        | [ 190 ]                 |
| 2018 | 7月号 | HIGH CUT      | [ 191 ]                 |
| 2019 | 1月号 | LEON          | [ 192 ]                 |
| 2019 | 4月号 | GRAZIA        | [ 193 ]                 |
| 2019 | 5月号 | Singles       | [ 194 ]                 |
| 2019 | 9月号 | HIGH CUT      | [ 195 ]                 |
| 2020 | 5月号 | Allure Korea  | [ 196 ]                 |
| 2022 | 5月号 | Esquire       | [ 197 ]                 |
| 2022 | 6月号 | Singles       | [ 198 ]                 |

## 受賞歴

### 賞とノミネート
| 年度 | 授賞式                                | 賞                    | 結果 | 作品                     | 参考            |
| ---- | ------------------------------------- | --------------------- | ---- | ------------------------ | --------------- |
| 2017 | 2016 Click! StarWars Awards           | 人気賞（個人部門1位） | 受賞 | 該当なし                 | [ 199 ]         |
| 2018 | 第7回イェグリンミュージカルアワーズ   | 人気賞                | 受賞 | 笑う男                   |                 |
| 2018 | 2018 STAGETALK AUDIENCE CHOICE AWARDS | 新人男優賞            | 受賞 | 笑う男                   |                 |
| 2019 | 2018 ASIA CULTURE AWARDS              | 新人男優賞            | 受賞 | 笑う男                   |                 |
| 2019 | 第15回堤川国際音楽映画祭              | 今年の発見賞          | 受賞 | 飛べない鳥と優しいキツネ | [ 200 ]         |
| 2023 | 第32回ソウル歌謡大賞                  | 韓流大賞              | 受賞 |                          | [ 201 ] [ 202 ] |

### 音楽番組
| 年度 | 受賞歴 | 参考                    |
| ---- | --- | ----------------------- |
| 2020 | Let's Love - 4月10日KBS 2TV「ミュージックバンク」 - 4月11日MBC「ショー 音楽中心」 - 4月12日SBS「SBS人気歌謡」 | [ 203 ] [ 204 ] [ 205 ] |

## 広報大使
2019年「第7回順天湾世界動物映画祭」
2019年「大邱国際ミュージカルフェスティバル（DIMF）」
2019年「第4回マカオ国際映画祭」